# William Bullock (naturaliste)
Pour les articles homonymes, voir William Bullock et Bullock.
 (avril 2020).
Si vous disposez d'ouvrages ou d'articles de référence ou si vous connaissez des sites web de qualité traitant du thème abordé ici, merci de compléter l'article en donnant les références utiles à sa vérifiabilité et en les liant à la section « Notes et références ».
William Bullock est un antiquaire, un naturaliste et un explorateur britannique, né vers 1773 et mort le 7 mars 1849.

## Biographie
Il commence comme orfèvre et bijoutier à Sheffield. Il consacre toute son énergie à accumuler une immense collection d’objets, d’antiquités et d’animaux naturalisés. À la fin des années 1790, Bullock fonde un muséum rassemblant des curiosités naturelles à Sheffield avant de l’installer à Liverpool en 1801. En 1808, il publie un catalogue descriptif des objets d’art, des armures, des spécimens d’histoire naturelle et des autres curiosités présents dans sa collection, dont certaines ont été rapportées par des membres des expéditions du capitaine James Cook (1728-1779). En 1809, Bullock emménage à Londres et sa collection prend place dans le nouveau Hall égyptien à Piccadilly, lieu que l’on surnomme le London Museum. Sa collection est dispersée en 1819 lors d’une vente aux enchères : elle comptait alors 32 000 objets.
En 1822, Bullock se rend au Mexique où il tente d’acquérir des mines d’argent et d’or abandonnées. Il rapporte de très nombreux objets qu’il présente en 1824 au public londonien dans l'Egyptian Hall sous le nom de Ancient Mexico. Il se rend à nouveau au Mexique et aux États-Unis en 1827.
Bullock porte un grand soin à la présentation de sa collection. Ainsi il montre les quadrupèdes dans des postures naturelles et dans un environnement de forêts ou de grottes recréé. Sa collection de 3 000 oiseaux est présentée de telle façon que les visiteurs peuvent comprendre les différents modes de vie ou les différents régimes alimentaires.

## Œuvre
- (en) Six months residence and travels in Mexico. Containing remarks on the present state of New Spain, its natural productions, state of society, manufactures, trade, agriculture, and antiquities, John Murrey, Londres.